# Фейха Льарга (стадіон)
Стадіон Фейха Льарга (ісп. Estadi La Feixa Llarga) — футбольний стадіон в місті Л'Успіталет-да-Любрагат, Каталонія, Іспанія, що вміщує 6 740 глядачів і був відкритий в 1999 році. На відстані 700 метрів від стадіону станція лінії 1 Барселонського метро «Оспіталь-де-Бельвітхе».
Є домашньою ареною футбольного клубу «Оспіталет».

## Історія
В липні 1991 року на місці нинішньої арени був відкритий бейсбольний стадіон місткістю 2 500 осіб і використовувався для бейсбольних змагань на літніх Олімпійських іграх 1992 року в Барселоні, в тому числі тут проходив і фінал, переможцем якого стала збірна Куби.
Під час Олімпіади 1992 року місткість арени була розширена до 7000 осіб.
Після Олімпійських ігор стадіон слабко використовувався і муніципалітет вирішив перепрофілювати стадіон, щоб на ньому міг грати місцевий футбольний клуб «Оспіталет».
Футбольний стадіон був урочисто відкритий 20 березня 1999 року матчем Сегунди Б «Оспіталет» — «Гава» (2:0).
9 листопада 2011 року на стадіоні зіграв діючий чемпіон Іспанії та Ліги чемпіонів «Барселона» в рамках 1/16 фіналу Кубка Іспанії.
21 січня 2019 року на арені відбувся товариський матч між національними збірними Каталонії та Чилі (0:0, 4:2 пен.).